# Microhyla pulchra
Microhyla pulchra är en groddjursart som först beskrevs av Hallowell 1861.  Microhyla pulchra ingår i släktet Microhyla och familjen Microhylidae. IUCN kategoriserar arten globalt som livskraftig. Inga underarter finns listade i Catalogue of Life.